# Saison 9 de Friends
Chronologie
Saison 8 Saison 10
Cet article présente les épisodes de la neuvième saison de la série télévisée américaine Friends.

## Intrigue
À la suite de la naissance de leur bébé qu'ils appellent Emma, Rachel rejoint Ross dans son appartement, bien qu'ils ne sortent pas ensemble. Cette cohabitation ne dure pas et Rachel retourne rapidement vivre avec Joey.
Monica et Chandler décident d'avoir un enfant, mais découvrent après de longs mois d'essais qu'ils sont tous les deux stériles.
Phoebe commence une relation avec Mike, mais le retour de David (scientifique dont Phoebe était amoureuse dans la saison 1) la pousse à choisir entre les deux hommes. Son choix se porte finalement sur Mike.
Ross rencontre une paléontologue, nommée Charlie, mais qui finira par sortir avec Joey. La fin de la saison se déroule à la Barbade et voit de nombreux changements dans les couples, puisque Ross et Charlie finissent par sortir ensemble, imités par Joey et Rachel.

## Épisodes

### Épisode 1:Celui qui n’avait demandé personne en mariage
- États-Unis : 26 septembre 2002
- France : 20 février 2003 sur Canal Jimmy, puis le 20 février 2004 sur France 2

- États-Unis : 13,04 millions de téléspectateurs[1]

- Cleo King (infirmière)
- Elliott Gould (Jack Geller)

### Épisode 2:Celui qui acceptait sa mutation
- États-Unis : 3 octobre 2002
- France : 20 février 2003 sur Canal Jimmy, puis le 20 février 2004 sur France 2

- États-Unis : 28,93 millions de téléspectateurs[1]

### Épisode 3:Celui qui allait chez le pédiatre
- États-Unis : 10 octobre 2002
- France : 8 avril 2003 sur Canal Jimmy, puis le 23 février 2004 sur France 2

- États-Unis : 26,63 millions de téléspectateurs[1]

- Paul Rudd (Mike)
- Dedee Pfeiffer (Mary Ellen Jenkins)
- Elaine Hendrix (Sally)

### Épisode 4:Celui qui regardait des requins
- États-Unis : 17 octobre 2002
- France : 8 avril 2003 sur Canal Jimmy, puis le 23 février 2004 sur France 2

- États-Unis : 25,82 millions de téléspectateurs[1]

- Paul Rudd (Mike)
- Susan Ward (Haley)

### Épisode 5:Celui qui avait fumé
- États-Unis : 31 octobre 2002
- France : 15 avril 2003 sur Canal Jimmy, puis le 24 février 2004 sur France 2

- États-Unis : 24,46 millions de téléspectateurs[1]

Christina Pickles (Judy Geller)

### Épisode 6:Celui qui était le plus drôle
- États-Unis : 7 novembre 2002
- France : 15 avril 2003 sur Canal Jimmy, puis le 24 février 2004 sur France 2

- États-Unis : 27,51 millions de téléspectateurs[1]

- Hank Azaria (David)
- Paul Rudd (Mike)
- Freddie Prinze Jr. (Sandy)

### Épisode 7:Celui qui faisait rire sa fille
- États-Unis : 14 novembre 2002
- France : 22 avril 2003 sur Canal Jimmy, puis le 25 février 2004 sur France 2

- États-Unis : 25,35 millions de téléspectateurs[1]

- Paul Rudd (Mike)
- Gregory Itzin (M. Hannigan)
- Cristine Rose (Mme Hannigan)

### Épisode 8:Celui qui était vexé
- États-Unis : 21 novembre 2002
- France : 22 avril 2003 sur Canal Jimmy, puis le 25 février 2004 sur France 2

- États-Unis : 26,76 millions de téléspectateurs[1]

Christina Applegate (Amy Green)

### Épisode 9:Celui qui n’osait pas dire la vérité
- États-Unis : 5 décembre 2002
- France : 29 avril 2003 sur Canal Jimmy, puis le 26 février 2004 sur France 2

- États-Unis : 25,43 millions de téléspectateurs[1]

Paul Rudd (Mike)

### Épisode 10:Celui qui passait Noël à Tulsa
- États-Unis : 12 décembre 2002
- France : 29 avril 2003 sur Canal Jimmy, puis le 26 février 2004 sur France 2

- États-Unis : 22,29 millions de téléspectateurs[1]

Selma Blair (Wendy)

### Épisode 11:Celui qui ne voulait plus de bébé
- États-Unis : 9 janvier 2003
- France : 6 mai 2003 sur Canal Jimmy, puis le 27 février 2004 sur France 2

- États-Unis : 23,67 millions de téléspectateurs[1]

- Dermot Mulroney (Gavin)
- Evan Handler (Le réalisateur)
- Phill Lewis (Steve)

### Épisode 12:Celui qui défendait sa nounou
- États-Unis : 16 janvier 2003
- France : 6 mai 2003 sur Canal Jimmy, puis le 27 février 2004 sur France 2

- États-Unis : 23,66 millions de téléspectateurs[1]

- Paul Rudd (Mike Hannigan)
- Dermot Mulroney (Gavin)
- Melissa George (Molly)

### Épisode 13:Celui qui se faisait épiler
- États-Unis : 30 janvier 2003
- France : 13 mai 2003 sur Canal Jimmy, puis le 1er mars 2004 sur France 2

- États-Unis : 25,82 millions de téléspectateurs[1]

- Paul Rudd (Mike Hannigan)
- Dermot Mulroney (Gavin)
- Melissa George (Molly)
- Jennifer Aspen (Michelle)

### Épisode 14:Celui qui se faisait poser un lapin
- États-Unis : 6 février 2003
- France : 13 mai 2003 sur Canal Jimmy, puis le 1er mars 2004 sur France 2

- États-Unis : 23,37 millions de téléspectateurs[1]

Jon Lovitz (Steve)

### Épisode 15:Celui qui se faisait agresser
- États-Unis : 13 février 2003
- France : 20 mai 2003 sur Canal Jimmy, puis le 2 mars 2004 sur France 2

- États-Unis : 20,85 millions de téléspectateurs[1]

- Jeff Goldblum (Leonard)
- Kyle Gass (Lowell)
- Phill Lewis (Steve)

### Épisode 16:Celui qui prêtait de l’argent
- États-Unis : 20 février 2003
- France : 20 mai 2003 sur Canal Jimmy, puis le 2 mars 2004 sur France 2

- États-Unis : 19,52 millions de téléspectateurs[1]

Paul Rudd (Mike)

### Épisode 17:Celui qui envoyait des e-mails
- États-Unis : 13 mars 2003
- France : 27 mai 2003 sur Canal Jimmy, puis le 3 mars 2004 sur France 2

- États-Unis : 21,00 millions de téléspectateurs[1]

- Paul Rudd (Mike Hannigan)
- Ivana Miličević (Korie)

### Épisode 18:Celui qui devait gagner à la loterie
- États-Unis : 20 mars 2003
- France : 27 mai 2003 sur Canal Jimmy, puis le 3 mars 2004 sur France 2

- États-Unis : 20,79 millions de téléspectateurs[1]

Phill Lewis (Steve)

### Épisode 19:Celui qui piquait dans les hôtels
- États-Unis : 3 avril 2003
- France : 2 septembre 2003 sur Canal Jimmy, puis le 4 mars 2004 sur France 2

- États-Unis : 18,25 millions de téléspectateurs[1]

Marisol Nichols (Olivia)

### Épisode 20:Celui qui allait à une soirée privée
- États-Unis : 21 avril 2003
- France : 2 septembre 2003 sur Canal Jimmy, puis le 4 mars 2004 sur France 2

- États-Unis : 20,71 millions de téléspectateurs[1]

- Aisha Tyler (Charlie)
- Ken Lerner (Pr. Spafford)
- Alex Borstein (Bitter Woman on Stage)
- Ethan Erickson (Dirk)
- Alexis Thorpe (elle-même)

### Épisode 21:Celui qui faisait un test de fécondité
- États-Unis : 1er mai 2003
- France : 9 septembre 2003 sur Canal Jimmy, puis le 5 mars 2004 sur France 2

- États-Unis : 19,03 millions de téléspectateurs[1]

- Aisha Tyler (Charlie)
- Maggie Wheeler (Janice Litman-Garelnick)

### Épisode 22:Celui qui avait besoin d’un donneur
- États-Unis : 8 mai 2003
- France : 9 septembre 2003 sur Canal Jimmy, puis le 5 mars 2004 sur France 2

- États-Unis : 19,55 millions de téléspectateurs[1]

- Hank Azaria (David)
- John Stamos (Zack)
- Aisha Tyler (Charlie)

### Épisode 23:Celui qui allait à la Barbade [1/2]
- États-Unis : 15 mai 2003
- France : 16 septembre 2003 sur Canal Jimmy, puis le 8 mars 2004 sur France 2

- États-Unis : 25,46 millions de téléspectateurs[1]

- Aisha Tyler (Charlie)
- Hank Azaria (David)
- Paul Rudd (Mike Hannigan)

### Épisode 24:Celui qui allait à la Barbade [2/2]
- États-Unis : 15 mai 2003
- France : 16 septembre 2003 sur Canal Jimmy, puis le 8 mars 2004 sur France 2

- États-Unis : 25,46 millions de téléspectateurs[1]

- Aisha Tyler (Charlie)
- Paul Rudd (Mike Hannigan)